# David Dalrymple, Lord Hailes
Sir David Dalrymple, Lord Hailes (28 octobre 1726 à Édimbourg – 29 novembre 1792 ) est un avocat, juge et historien écossais. Il est surtout connu pour ses Annales de l'Écosse.

## Biographie
David Dalrymple est l'aîné des 16 enfants de Sir James Dalrymple, 2e baronnet de Hailes, et de lady Christian Hamilton. Il est éduqué à Eton College et poursuit ses études à l'université d'Utrecht aux Pays-Bas. En 1748, de retour en Écosse, il obtient une charge d'avocat. En tant que plaideur, il ne se démarque pas à cause d'un défaut d'élocution. À cette époque, la plupart des causes en Écosse sont entendues par des écrits. Il gagne alors la réputation d'être juste, travailleur et probe. En 1751, lorsque son père meurt, il reçoit le titre de baronnet de Hailes. En 1766, il accède au banc de la Court of Session ; il est alors nommé « Lord Hailes ». Dix ans plus tard, il est nommé Lord of Justiciary à la Haute Cour de justice d'Écosse.
En 1763, Dalrymple a épousé Anne, fille de Sir George Broun, un lord de la Court of Session. Ils auront une fille, Christian, qui mourra en 1838. Il se remariera le 20 mars 1770 avec Helen, fille de James Fergusson, Lord Kilkerran. Ils auront une fille, Jean, qui mourra en 1803.
Ami de James Boswell et de son père, il a servi d'intermédiaire lorsqu'ils étaient en conflit.
Dalrymple meurt le 27 novembre 1792.

## Œuvres
David Dalrymple a rédigé plusieurs ouvrages d'histoire, le plus important étant Annals of Scotland (Annales de l'Écosse). En 1776 paraît le premier volume sous le titre From the accession of Malcolm III, surnamed Canmore, to the accession of Robert I (De l'accession de Malcolm III, surnommé Canmore, jusqu'à l'accession de Robert Ier). Le second volume paraît en 1779 sous le titre From the accession of Robert I, surnamed Bruce, to the accession of the house of Stewart ( De l'accession de Robert Ier, surnommé Bruce, à l'accession de la maison Stuart). Selon son ami Samuel Johnson, auteur du Dictionary of the English Language, il s'agit d'un ouvrage (à l'époque de sa publication) qui s'apparente plutôt à un dictionnaire parce qu'il comprend des faits soigneusement choisis qui permettent de connaître l'histoire de l'Écosse sans que ce ne soit écrit dans un langage précieux ou fleuri.
Dalrymple a aussi rédigé :
- Historical Memoirs concerning the Provincial Councils of the Scottish Clergy, 1769
- An Examination of some of the Arguments for the High Antiquity of Regiam Majestatem, 1769
- Remains of Christian Antiquity, 3 vols.
- Account of the Martyrs of Smyrna and Lyons in the Second Century, 1776
- The Trials of Justin Martyr, Cyprian, etc., 1778
- The History of the Martyrs of Palestine, translated from Eusebius, 1780
- Disquisitions concerning the Antiquities of the Christian Church, 1783
- éditions ou traductions de portions d'ouvrages de Lactance, Tertullien et Minucius Félix.

En 1786, il publie An Inquiry into the Secondary Causes which Mr Gibbon has assigned for the Rapid Growth of Christianity (traduit en néerlandais et publié à Utrecht en 1793), l'une des très nombreuses analyses critiques des chapitres 15 et 16 de l’Histoire de la décadence et de la chute de l'Empire romain. Un Memoir de Lord Hailes apparaît en préface d'une réimpression en 1808 de son Inquiry into the Secondary Causes.